# Міжнародна організація цивільної авіації
Міжнародна організація цивільної авіації (англ. International Civil Aviation Organization, (ICAO)) — заснована відповідно до Чиказької конвенції про цивільну авіацію 1944 року, є спеціалізованою установою ООН, що займається організацією і координацією міжнародного співробітництва держав у всіх аспектах діяльності цивільної авіації. Учасниками ІКАО є близько 190 держав, у тому числі на основі правонаступництва й Україна. СРСР вступив в ІКАО 10 листопада 1970 року. Штаб-квартира розташована в місті Монреаль (Канада).
ІКАО досліджує проблеми організації міжнародної цивільної авіації, повітряних трас, створення аеропортів і аеронавігаційних засобів, розробляє міжнародні стандарти для конструювання й експлуатації повітряних суден, правила з використання устаткування, засобів зв'язку і контролю над польотами; сприяє уніфікації митних, імміграційних і санітарних правил і т. д. У рамках ІКАО розробляються проєкти міжнародних конвенцій.
Статутною метою IKAO є забезпечення безпечного, упорядкованого розвитку міжнародної цивільної авіації у всьому світі і інші аспекти організації та координації міжнародного співробітництва з усіх питань цивільної авіації, у тому числі міжнародних перевезень. Відповідно до правил ІКАО міжнародний повітряний простір розділений на райони польотної інформації — повітряний простір, межі якого встановлюються з урахуванням можливостей засобів навігації та контролю за повітряним рухом. Однією з функцій IKAO є присвоєння аеропортам світу чотирибуквених індивідуальних кодів-ідентифікаторів, що використовуються для передачі аеронавігаційної та метеорологічної інформації щодо аеропортів, планів польотів (флайт-планів), позначення цивільних аеродромів на радіонавігаційних картах і т. д.
У 1992 (Резолюція A29-1) IKAO оголосила 7 грудня Днем цивільної авіації. Надалі це рішення підтримала ООН.

## Статут ІКАО
Статутом ІКАО вважається дев'ята редакція Конвенції про міжнародну цивільну авіацію 1944 р. (також називається Чиказькою конвенцією), яка складається з 19 розділів (Annexes) та містить у собі зміни з 1948 по 2006 роки. Вона має також позначення IKAO Doc 7300/9.

## Коди ІКАО
І в ІКАО, і в ІАТА є власна система кодів для аеропортів і авіакомпаній. ІКАО використовує чотирибуквенні коди аеропортів і трибуквенні коди авіакомпаній. У США коди ІСАО зазвичай відрізняються від кодів ІАТА тільки префіксом K (наприклад, LAX = KLAX). У Канаді, аналогічно, до коду ІАТА додається префікс C для утворення коду IKAO. У всьому іншому світі коди IKAO і ІАТА не пов'язані між собою, оскільки коди ІАТА засновані на фонетичній подібності, а коди IKAO прив'язані до місця (location-based).
IKAO також відповідає за видачу цифробуквенних кодів типів літаків, які складаються з 2-4 знаків. Ці коди зазвичай використовуються в планах польотів.
IKAO також надає телефонні позивні для літаків по всьому світу. Вони складаються з трибуквенного коду авіакомпанії і позивного, що складається з одного або двох слів. Зазвичай, але не завжди, позивні відповідають назві авіакомпанії. Наприклад, код для Aer Lingus — EIN, а позивний — Shamrock, для Japan Airlines International код — JAL, позивний — Japan Air. Таким чином, рейс компанії Aer Lingus під номером 111 буде закодований «EIN111», а винесено з радіозв'язку як «Shamrock Сто одинадцять», рейс під тим же номером компанії Japan Airlines буде закодовано як «JAL111» й винесено «Japan Air Сто одинадцять». ІКАО відповідає за стандарти для реєстрації літаків, що включають цифробуквені коди, що позначають країну реєстрації.

## Підрозділи ІКАО
Вищим органом є Асамблея з представництвом усіх членів IKAO. Збирається не рідше разу на три роки.
Виконавчим органом ІКАО є Рада. Вона складається з представників, що обираються Асамблеєю з країн із найрозвиненішим повітряним транспортом. Рада є постійним органом ІКАО, підзвітною Асамблеї, що керується Президентом, який обирається Асамблеєю на три роки. 
2022 року в Раді було представлено 36 держав.
Забезпечує роботу ІКАО Секретаріат, очолюваний Генеральним секретарем ІКАО.
Місцеперебування ІКАО — Монреаль (Канада).

### Підрозділи
- Аеронавігаційна комісія;
- Авіатранспортний комітет;
- Юридичний комітет;
- Комітет з спільну підтримку аеронавігаційного забезпечення;
- Фінансовий комітет;
- Комітет з контролю за протиправним втручанням у міжнародні повітряні перевезення;
- Комітет з кадрів;
- Комітет з технічної співпраці;
- Секретаріат.

Секретаріат IKAO має у своєму складі управління:
- аеронавігаційне;
- авіатранспортне;
- юридичне;
- технічної допомоги;
- адміністративне.

### Регіональні бюро
- Європа та Північна Атлантика (Париж);
- Африканське (Дакар);
- Близькосхідне (Каїр);
- Південно-американське (Ліма);
- Азіатсько-тихоокеанський (Бангкок);
- Північної Америки і Карибського басейну (Мехіко);
- Східно-африканське (Найробі).

## Представництво від України
З 8 вересня 2017 року представником від України в МОЦА призначений Шевченко Андрій Віталійович.

## Сучасні напрямки діяльності
Основні напрямки діяльності IKAO:
Технічний напрям:
- розробка, вдосконалення та впровадження стандартів і рекомендацій, які застосовуються у міжнародній цивільній авіації;

Економічний напрям:
- дослідження міжнародних пасажирських і вантажних перевезень і вироблення рекомендацій з питань ставок і зборів за користування аеропортами та аеронавігаційними засобами, а також порядку встановлення тарифів, що застосовуються на міжнародних лініях;
- вивчення питань спрощення формальностей при міжнародних повітряних перевезеннях;
- надання постійної технічної допомоги країнам, що розвиваються у створенні власних систем внутрішніх і міжнародних повітряних перевезень;

Правовий напрямок:
- розробка проєктів нових документів з міжнародного повітряного права.